# Картлазма
Картлазма (баш. Ҡартлаҙма) — хутор в Зилаирском районе Республики Башкортостан Российской Федерации. Входит в состав Дмитриевского сельсовета.

## География

### Географическое положение
Расстояние до:
- районного центра (Зилаир): 37 км,
- центра сельсовета (Дмитриевка): 7 км,
- ближайшей железнодорожной станции (Сибай): 151 км.

## Население
| 2002 | 2009 | 2010 |
| ---- | ---- | ---- |
| 69   | ↘36  | ↘34  |

Национальный состав
Согласно переписи 2002 года, преобладающая национальность — русские (73 %).

## Религия
На хуторе есть православная часовня.